# Juha Leinonen
Juha Leinonen, né en 1956, est un compositeur classique finlandais.

## Biographie
Juha Leinonen, né en 1956, est un compositeur finlandais qui a étudié avec Jouni Kaipainen et Esko Syvinski à Tampere et qui a suivi les classes de maître de Magnus Lindberg entre autres.
Il collabore avec plusieurs compositeurs finlandais, notamment Otto Virtanen (basson), Joonas Ahonen (piano), Sami Junnonen (flûte), Sirkka Lamminen (fi) (soprano) et Olli Leppaniemi (clarinette).

## Discographie
- Quatuor à cordes no 1 « Diary Sketches » ; Athene, sextuor avec clarinette et piano ; Foga, quintette avec clarinette basse et piano - Olli Leppaniemi, clarinette ; Terhi Paldanius et Jukka Untamala, violons ; Antti Tikkanen, alto ; Tomas Nuñes-Garcés, violoncelle et Roope Gröndahl, piano. (2-4 novembre 2015, SACD Alba Records ABCD447) (OCLC 1136536718)